# Poseidon (mythologie)
Poseidon (Oudgrieks: Ποσειδῶν, Poseidỗn; Dorisch: Ποτειδαν, Poteidan, Ποσειδάων, Poseidáôn) is in de Griekse mythologie de god die heerst over de zee, de wateren en hun goden. Maar hij was ook een god van de paarden en – als "Aard-Schudder" – van aardbevingen. Het Romeinse equivalent is Neptunus. Hij wordt vaak afgebeeld met een drietand.

## Oorsprong
De naam Poseidon heeft in tegenstelling tot die van de meeste andere goden, een Indo-Europese afleiding. Het eerste deel van zijn naam is de vocatief van het Griekse πόσις / pósis ("wettige echtgenoot") of Indo-Europese *pot- ("heer"): πόσει / pósei of πότει / pótei. Het tweede deel van zijn naam wordt door sommigen in verband gebracht met δᾶ / dã ("aarde") of -δᾶν / -dãn (cf. Zeus, "god").
In de overgeleverde Lineair B-kleitabletten komt de naam PO-SE-DA-O-NE ("Poseidon") vaker voor dan DI-U-JA (Zeus), wat erop lijkt te wijzen dat Poseidon in hoog aanzien stond bij de Myceners. Het is echter mogelijk dat we dit moeten nuanceren omdat Poseidon de voornaamste god in Pylos lijkt te zijn geweest, waar een groot aantal van deze tabletten is teruggevonden. Een vrouwelijke variant, PO-SE-DE-IA, is ook gevonden en duidt vermoedelijk op een verdwenen partnergodin. Tabletten uit Pylos melden offergaven die waren bestemd voor "de Twee Koninginnen en Poseidon" en aan "de Twee Koninginnen en de Koning", hoewel wa-na-so-i door Chadwick als een plaats of gebouw wordt beschouwd. Indien de "Twee Koninginnen" slaat op godinnen, gaat het waarschijnlijk om de aardgodinnen Demeter en Persephone of hun voorgangsters, godinnen die in latere perioden niet meer werden geassocieerd met Poseidon.
Poseidon stond al als "Aardschudder" bekend - E-NE-SI-DA-O-NE - in Myceens Knossos, een machtige eigenschap als men weet dat aardbevingen de ineenstorting van de Minoïsche paleiscultuur hadden begeleid. Opmerkelijk is dat in de zeer zee-afhankelijke Myceense cultuur tot nog toe geen enkele band tussen Poseidon en de zee is teruggevonden. Dit doet vermoeden dat Poseidon in oorsprong een chtonische god (dat is een god met betrekking tot de aarde) was, die pas later zijn gezag over de zee kreeg.
Dit blijkt ook uit de mythen. Poseidon werd geboren als zoon van Kronos en Rheia, waaraan hij ook zijn epitheton Kronios ontleende. Hij zou samen met zijn broers en zussen zijn verslonden door zijn vader, die hen uitbraakte toen zijn jongste zoon Zeus hem onttroonde. Volgens anderen werd hij door Rhea, na zijn geboorte, onder een kudde lammeren verborgen en zijn moeder gaf voor te zijn bevallen van een jong paard, dat zij aan Kronos gaf om te verslinden. Een bron in de buurt van Mantineia, waar Poseidon zou zijn verborgen geweest, die Arne of "Lam(sbron)" werd genoemd, zou hieraan haar naam hebben ontleend. Volgens Ioannes Tzetzes droeg de voedster van Poseidon de naam Arne. Toen Kronos naar zijn zoon zocht, zou Arne hebben gezegd dat zij niet wist waar hij was. Aan haar zou de stad Arne zijn naam hebben ontleend. Volgens anderen echter werd hij op verzoek van Rhea door de Telchinen grootgebracht.
Na de overwinning op de Titanen en de vestiging van de heerschappij van Zeus, was bij de verdeling van de wereld door het lot, de zee aan Poseidon toegedeeld. Hij zou dus op een toevallige wijze met dat element in verbinding zijn gekomen. Dit dient echter genuanceerd te worden: hoewel er een belangrijke chtonische component was in het wezen van Poseidon, maakte zijn verbondheid met water in al zijn aardse vormen een even wezenlijk deel van hem uit.

## Eredienst

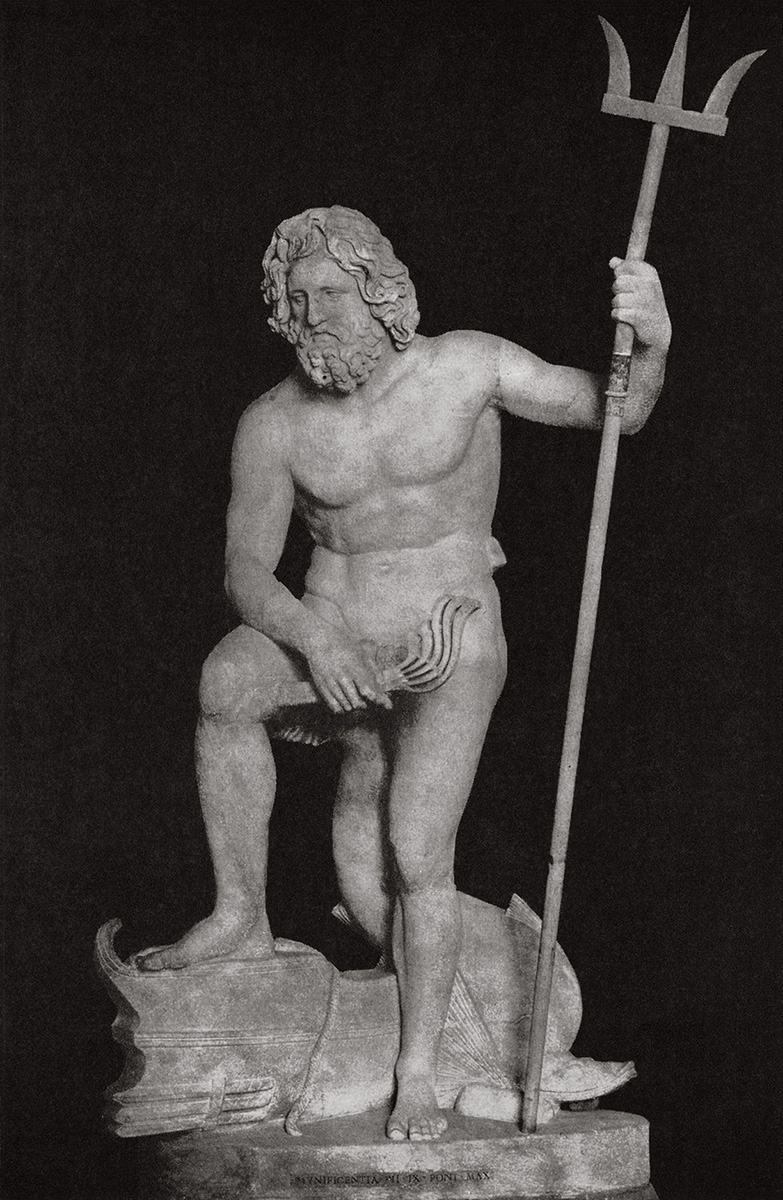
Marmeren kopie van een bronzen origineel van Lysippos, dat op de isthmus van Korinthe stond (Vaticaanse musea)

De verering van Poseidon in Griekenland was zeer algemeen. Nagenoeg alle Griekse stammen en alle Griekse landschappen stonden, zij het op verschillende wijze, met hem in nauwe betrekking. Vooreerst Thessalië, dat zijn bestaan en zijn vorming als het ware aan grote overstromingen en stormachtige aardbevingen had te danken, waar de god zelf door de bergen vaneen te scheuren aan het overtollige water een doortocht had verschaft naar zee, dan Boeotië, dat zo rijkelijk van water was voorzien en gedeeltelijk in zijn grote waterkommen, zoals het meer Kopaïs, de invloed van de god in hoge mate had ondervonden. Beide landen waren bewoond door de stam van de Minyërs, bekend wegens hun ridderlijke aard en lust naar avontuurlijke zeetochten. Verder in de Peloponnesos, waar op de Isthmos, als het ware voor de zeehandel geschapen, met zijn grote handelsstad Korinthe, de verering van de god, die alle goede gaven kon schenken, maar ook de grootste rampen kon berokkenen, als vanzelfsprekend een voorname plaats in het godsdienstig leven bekleedde. De smalle kuststrook, gelegen aan het noorden van de Peloponnesos, was bijna geheel het eigendom van de god. In de tempel van Poseidon op de Isthmos was ook het eerste schip te zien, dat ooit was gebouwd, de Argo. Daar wijdden de Grieken hem na hun roemrijke overwinningen op de Perzen, die de basis legden voor hun zeemacht, een kolossaal koperen beeld. Maar ook in het binnenland van de Peloponnesos, in Arkadië, waar de rivieren nu eens onder de grond verdwenen, dan plotseling weer tevoorschijn kwamen, waar in diepe holen onderaardse waterbekkens werden aangetroffen, genoot Poseidon grote verering.
In Troizen werd hij als basileus ("koning") vereerd en het zou daar geweest zijn dat hij Theseus, de latere koning van Athene, zou hebben verwekt. Hij werd ook als wanax ("koning", "leider") vereerd in Korinthe.
Om het bezit van Athene had hij met de godin Pallas Athena gestreden, en al was hij ook door deze overwonnen, toch had hij de sporen van zijn verblijf achtergelaten. Nog wordt de plaats aan de voet van de Akropolis gewezen waar hij met zijn drietand op de aarde heeft geslagen. Doch in de eredienst komt hij voor als geheel verzoend met Athena, en het was bijna alleen het heerlijke beeldhouwwerk op het gevelvlak van het Parthenon dat een herinnering aan die strijd bewaarde. Te Athene werd dan ook een schitterend feest te zijner ere, de Poseidon, gevierd.

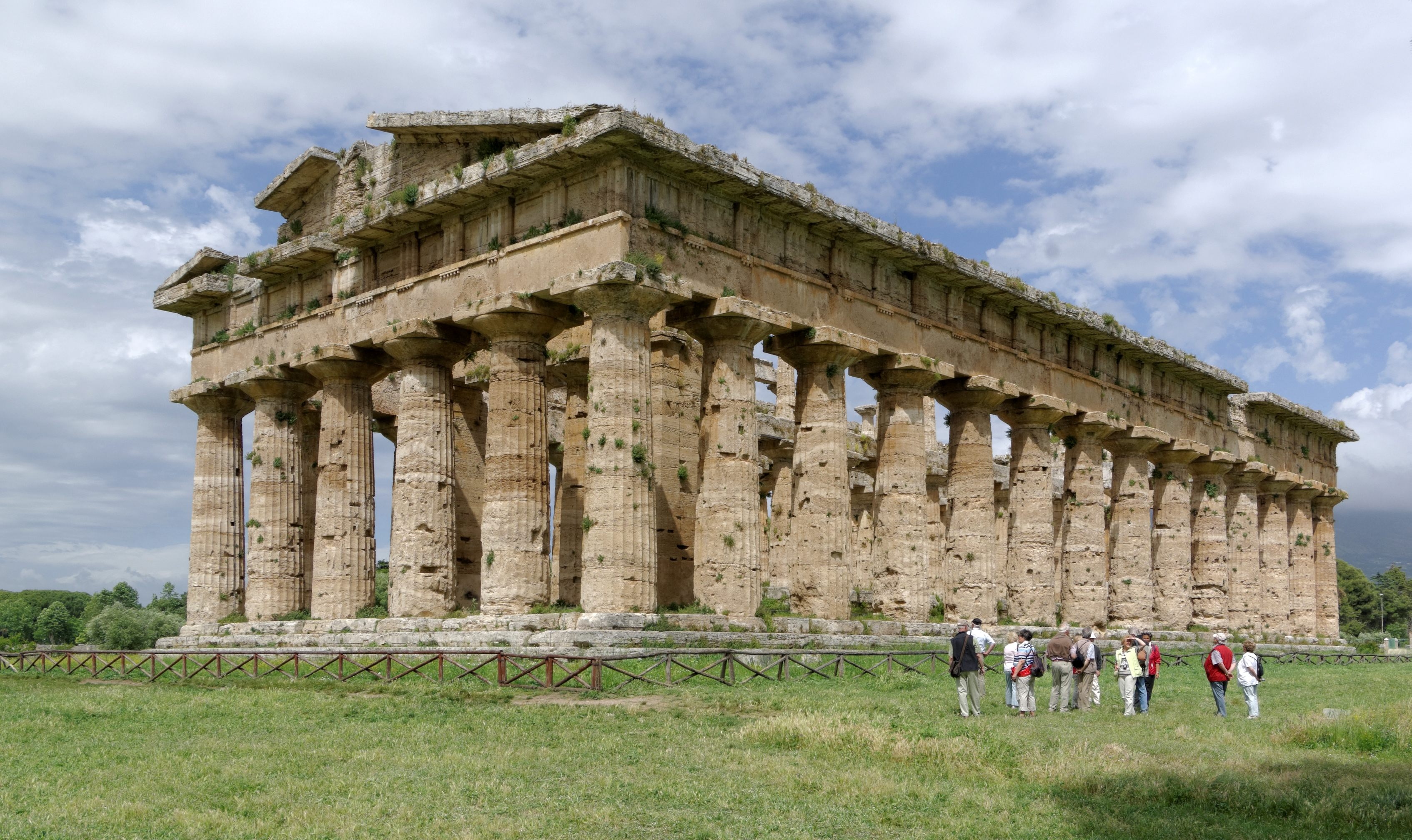
Tempel van Poseidon in de Dorische kolonie Poseidonia.

Evenzeer was de dienst van de god verspreid in de Griekse koloniën. Enerzijds werd hij in de Ionische kolonies gevierd, tijdens de Panioniën, die ter ere van hem op het voorgebergte Mykale in Klein-Azië werden gehouden en waar zich het heiligdom van de Heliconische Poseidon bevindt. Ze beschouwden dit als hun grootste godsdienstig feest. In de Dorische koloniën werd hij eveneens vereerd, maar hierbij valt evenwel inmenging van, en verwarring met, Oosterse erediensten niet te miskennen.
Het spreekt vanzelf, dat aan een god die op zoveel plaatsen werd vereerd, zeer verschillende eigenschappen en werkzaamheden werden toegeschreven en dat niet overal dezelfde trekken van zijn wezen evenzeer op de voorgrond traden.
De maand december/januari, waarin de zee zich in haar meest onstuimige kracht openbaart, heette naar hem Poseideōn (Ποσιδεών, later Ποσειδεών) in de Attische kalender. In de andere Oud-Griekse kalenders had hij evenwel geen maand die naar hem werd vernoemd.

## Eigenschappen
Poseidons woning ligt niet op de Olympus, waar hij wel toegang heeft, maar met zijn gade Amphitrite hield hij verblijf in zijn gouden paleis te Aigai, dat in de diepte van de zee is gelegen.

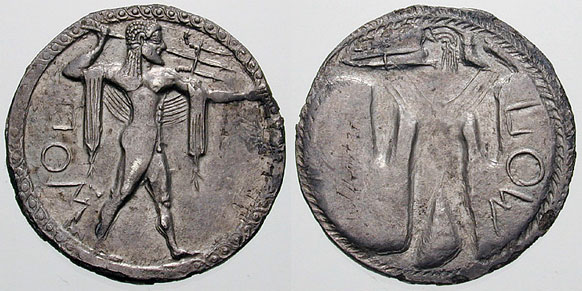
Zilveren nomos of stater van Poseidonia met aan de voorzijde Poseidon die zijn drietand heft in zijn rechthand met een chlamys over zijn beide armen gedrapeerd en in de legende ΠΟΜ (= ΠΟΣ) en een incuse versie aan de keerzijde (ca. 530-500 v.Chr.).
Bron: CNGCoins.

In de eerste plaats dient hierop te worden gewezen, dat Poseidon tot die goden behoort, die het vroegst hun betekenis van natuurgod hebben verloren. Reeds bij de oudste dichters komt hij voor als de beheerser van de zee, nergens als een personificatie van de zee zelf. Zijn macht is echter beperkt. Volgens Homeros is hij de jongere broeder van Zeus, zodat zijn ondergeschiktheid aan deze overeenkomt met de beginselen van het aartsvaderlijk recht. Daarentegen is bij Hesiodos Zeus de jongste van de zonen van Kronos en Rheia, doch verstandiger en sterker dan de vorigen. Poseidon mist de verheven en indrukwekkende kalmte en bezadigdheid van de beheerser van de hemel.
Wel is hij machtig en sterk, doch daarbij onstuimig als het element waarover hij heerst. Als hij met zijn drietand, die hij altijd als teken van zijn waardigheid in de hand draagt, in de zee stoot, dan verheffen zich de golven op onstuimige wijze, verpletteren de schepen en overstromen wijd en zijd het land. Met diezelfde drietand kan hij rotsen splijten, aardbevingen verwekken en eilanden uit de zee doen opkomen. Daarentegen is ook één woord, ja, één blik van hem voldoende om de hevigste storm te doen bedaren. Als hij op zijn gouden strijdwagen, met sterke, van koperen hoeven voorziene paarden met de snelheid van de wind voortvliegt over de vlakte van de zee, dan banen zich ook de hoogste golven voor hem als een gladde weg en de monsterachtige gedrochten der diepte duiken op en dansen spelend om zijn wagen. Tot deze trek van zijn wezen behoort ook de strijd die hij met andere godheden over het bezit van landstreken of steden voerde, zo met Pallas Athena over Athene (cf. supra) en Troizen, met Helios over Korinthe, met Hera over Argos. Een bewijs van zijn macht zijn ook de zeemonsters, die hij kan verwekken en die slechts door bloedige offers kunnen worden bevredigd (bijvoorbeeld Hesione en Andromeda.), de wilde stieren, die op zijn bevel uit de zee komen om de velden te verwoesten en de mensen te doden, zoals de Kretenzische of de Marathonische stier of zoals de stier die de dood van Hippolytos veroorzaakte.
Daartegenover staat, dat hij door zijn macht ook de beschermheer is van alle schippers en vissers. Deze bidden tot hem om een gelukkige vaart en een rijke visvangst en zij verzuimen niet hem bij het welslagen van hun pogingen offers te brengen. Ook de zeeoorlog stond onder zijn bestuur. Hij gaf de overwinning in de zeeslag. Daarom pleegden alle zeehelden zich als zijn gunstelingen te beschouwen, soms zelfs als zijn zonen.
Een tweede trek in het wezen van Poseidon is, dat hij de aarde schokte maar daarentegen haar ook met zijn krachtige armen vasthield en droeg. Toen de goden aan de strijd voor Troje deelnamen, wierp Zeus zijn bliksems van de hemel, maar Poseidon deed de aarde beven, zodat zij op haar grondvesten daverde en Aïdoneus, de vorst van de schimmen, vreesde, dat de zeegod het deksel van zijn duister rijk zou afscheuren en het openstellen voor de blikken van goden en mensen. Alle aardbevingen werden dus aan hem toegeschreven en waar grote scheuren of spleten in de rotsen werden aangetroffen, waar steile klippen zich in zee verhieven, daar meende men de sporen van de drietand van Poseidon te herkennen. Vooral was dit het geval met het eiland Nisyros, wat, naar men beweerde, in de Gigantomachie door Poseidon van het eiland Kos was afgescheurd en naar het hoofd van een van de Giganten geslingerd.
Athene was niet de enige plaats waar de drietand van de god drie grote openingen in de aarde ten teken van zijn aanwezigheid had achtergelaten.
Ook dikwijls deed hij eilanden uit zee oprijzen, zoals Rhodos, Anaphe, Delos en als een kundig bouwmeester deed hij ze rusten op vaste fundamenten, die waren gegrondvest in de zeebodem. Zo bouwde hij ook de koperen poorten die de Tartaros sloten, waarin Zeus de Titanen en de Hekatoncheiren had geworpen. Zo was hij ook koning Laomedon van Troje behulpzaam bij het bouwen van de muren van zijn stad en strafte hij hem zwaar, toen hij het bedongen loon voor de arbeid niet wilde uitbetalen. Door die trouweloosheid van de koning werd Poseidon voor altijd de vijand van de Trojanen.
Poseidon is ook de god die vruchtbaarheid schenkt aan het land, die door de bronnen en rivieren, die hij doet ontstaan, zegen verspreidt, ja soms bronnen schenkt, waarvan het water de zieken kan genezen. Vooral in streken die doorgaans arm waren aan water, trad deze trek van zijn wezen op de voorgrond; zo in Arkadië en Argolis. Dit laatste landschap miste de gunst van de god, zo heette het in de sage, omdat Inachos het aan Hera en niet aan Poseidon had toegewezen, doch op één plek borrelt nog het heldere water van een bron uit de bodem; het is daar, waar Poseidon de liefde genoot van Amymone, de dochter van Danaos.
Wellicht moet men ook uit deze eigenschap het grote aantal kinderen verklaren, dat hem werd toegeschreven (cf. infra).
De schepping van het paard wordt hem toegeschreven, het fokken van paarden, het paardrijden en alle daarmee verbonden ridderlijke oefeningen stonden onder zijn bescherming. Vooral de weidende paarden, de paardenkudden, stonden onder de hoede van de god, ja dit breidde zich zelfs tot alle kudden in het algemeen uit.
Er bestaan verschillende legenden over de oorsprong van het paard. Nu eens lezen we, dat Poseidon het tevoorschijn heeft doen komen door met zijn drietand tegen een rotsblok te slaan, dan weer wordt het voortgebracht door de door hem bevruchte aarde. Het eerste paard dat zo ontstaan is, heette Areion, waaraan andere legenden evenwel een andere afkomst toeschrijven. Dit behoorde eerst aan Herakles, daarna aan Adrastos.
Over het algemeen achtte men aan hem het temmen van het paard te zijn verschuldigd; hij had geleerd het te leiden en het voor de wagen te spannen. Doch hij moest deze eer delen met andere godheden, vooral met Athena, die ook werd geacht de uitvindster van de teugel te zijn, een omstandigheid te meer die aanleiding gaf tot een gemeenschappelijke verering van de beide godheden, die men zich vroeger als vijandig tegenover elkaar dacht. Doch Poseidon mocht toch in de eerste plaats aanspraak maken op de naam van Hippios, dat is "de paardengod" en aan zijn lievelingen gaf hij mooie paarden ten geschenke. Zo de paarden waarmee Idas erin slaagde om Marpessa aan de vervolgingen van Apollo te onttrekken, zo volgens sommigen de paarden, waarmee Pelops de overwinning behaalde op Oinomaos, terwijl andere legenden daarentegen juist de paarden van Oinomaos een geschenk van Poseidon noemen, zo vooral Balios en Xanthos, de beide paarden van Achilleus. Deze paarden, die uit Poseidon waren gesproten, of door hem aan zijn vrienden geschonken, waren niet alleen gevleugeld, maar zij bezaten ook het spraakvermogen.
Het spreekt vanzelf dat de god, die in zulk een nauwe betrekking stond tot het paard, ook de god was van alle wedrennen, hetzij met paarden, hetzij met paard-en-wagens. Daarin uit te munten, mooie paarden te hebben, ze op prachtige wijze uit te rusten voor de optochten die bij sommige godsdienstige feesten werden gehouden, of op doelmatige wijze voor de strijd, was een punt van eerzucht bij de aanzienlijke en rijke Grieken, vooral bij de Atheners. Alles wat daarmee verbonden was stond onder de hoede van Poseidon en het schijnt, dat op alle plaatsen waar de god werd vereerd, op gezette tijden wedrennen te zijner ere werden gehouden. Later zijn twee van die wedstrijden zozeer in aanzien toegenomen, dat zij al de overige verre achter zich lieten, vooreerst die te Onchestos, in Boeotië aan het meer Kopaïs gelegen, een stadje, dat geheel-en-al aan de dienst van Poseidon was gewijd. Daar was een heilig bos, waarin al de wagenmenners hun paarden pleegden uit te spannen, en zelfs het vurigste en wildste paard werd rustig, wanneer het dat bos betrad. Maar nog luisterrijker dan deze wedrennen waren de Isthmische Spelen, die een van de vier Panhelleense Spelen van de Grieken zijn geworden. Met Poseidon werd daarbij Melikertes vereerd en diens verering mengde op eigenaardige wijze sommige vreemde, uitheemse gebruiken onder de Griekse Poseidondienst. De Isthmische Spelen mochten op een hoge ouderdom bogen. Ze heetten ingesteld te zijn door koning Sisyphos van Korinthe. De Korinthiërs hadden er het bestuur over. De krans die aan de overwinnaars werd gegeven, was oudtijds van klimop, later van dennentakken, beide met de bedoeling om te wijzen op de treurige dood van Melikertes.

## Amoureuze relaties en kinderen

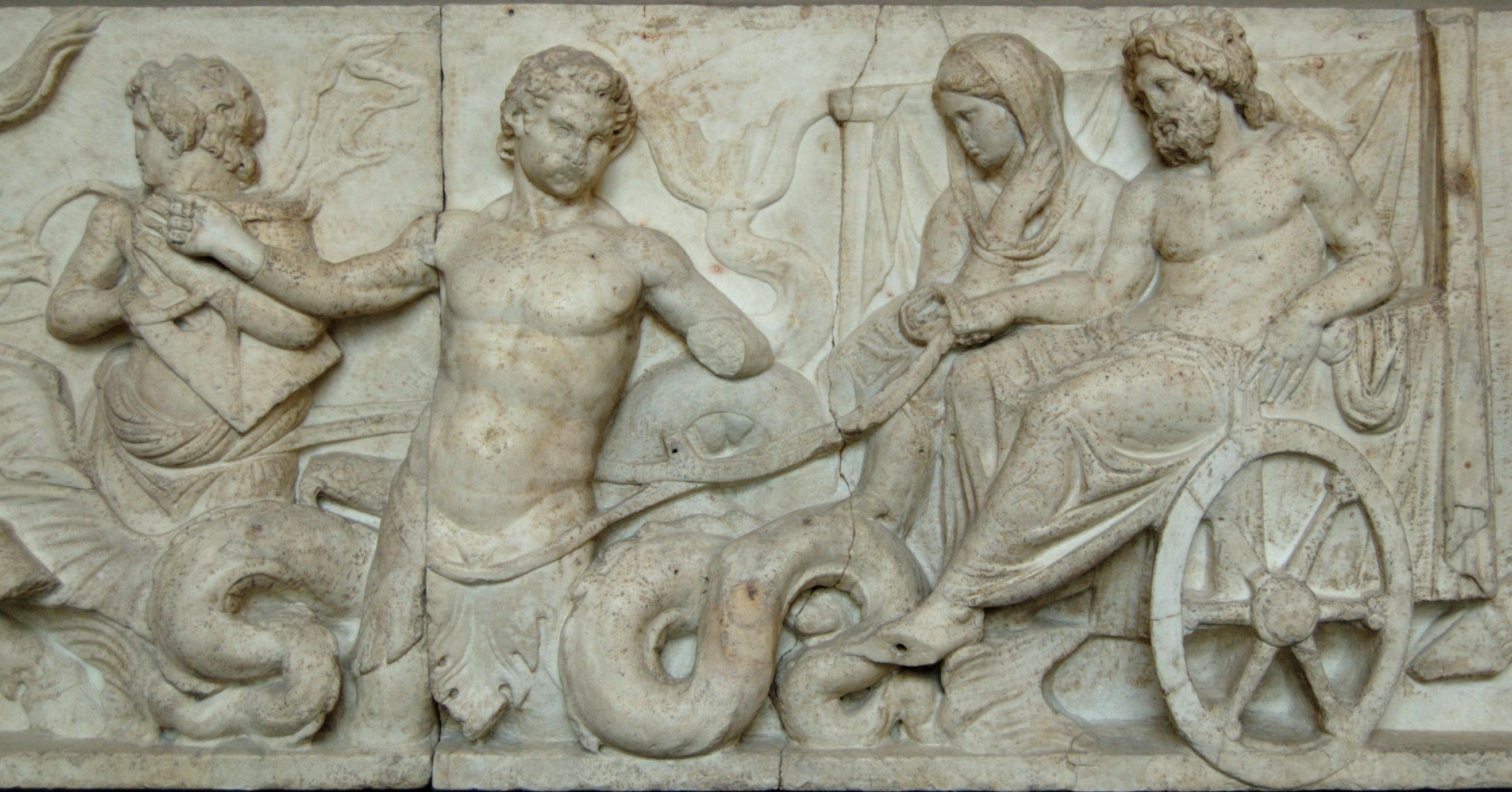
Zeethiasos voor het huwelijk van Poseidon en Amphitrite, die in een huwelijkswagen zitten getrokken door musicerende Tritons (detail van het zogenaamde "altaar van Domitius Ahenobarbus", 2e helft 2e eeuw n.Chr.).

Bij zijn wettige echtgenote Amphitrite had hij een zoon en drie dochters: Triton, Rhode, Kymopolea en Benthesikyme.
De zonen van de machtige en onstuimige god zijn krachtige en woeste wezens, zo de cycloop Polyphemos bij de nimf Thoosa, zo de geweldige Kyknos, die door Achilleus werd verslagen, zo Amykos, die door de vuist van Polydeukes viel, zo Korynetes, Prokrustes, Kerkyon en Skiron. Hij had een hekel aan Odysseus, omdat die zijn zoon Polyphemus blind had gemaakt.
Op geen plaats genoot Poseidon verering of men wist te verhalen van vrouwen, hetzij dan van goddelijke of menselijke afkomst, die hem daar hun liefde hadden bewezen en hem kinderen hadden geschonken. Evenwel moet daarvan de reden gedeeltelijk worden gezocht in de zucht om aan de heros, die men als de stamvader van een geslacht of de stichter van een polis beschouwde, goddelijke afkomst toe te schrijven. Zo wordt Poseidon genoemd als de vader van Pelasgos, Hellen, Achaios, Minyas, Boiotos, Doros, Taras, Kalaurios. Naar deze laatste zou het eiland Kalauria zijn vernoemd, waar een heiligdom voor Poseidon was dat het centrum vormde van een vroege amphictionie.
De liefde van Poseidon voor Arne, dat is "het lam", dat Boiotos hem baarde, en de mythe die verhaalde, dat de god zich in een ram veranderde om zich met Theophane, aan wie hij de gedaante van een schaap had gegeven, te verbinden en bij haar de ram met de gouden vacht te verwekken (zie Phrixos.), zijn voorbeelden van de nauwe betrekking waarin de god tot deze dieren werd gedacht.
Toen Poseidon liefde had opgevat voor Tyro, de mooie dochter van Salmoneus die zelf de riviergod Enipeus beminde, en de god zich onder diens gedaante met haar had verbonden, baarde zij hem tweelingen Pelias en Neleus, die zij te midden van een kudde weidende paarden te vondeling legde. De eerste werd door een merrie gezoogd, maar beiden werden onder de paarden opgevoed en werden sterke helden, die in alle ridderlijke oefeningen behagen schepten, met de dienst van Poseidon de teelt van zijn lievelingsdier verspreidden, Pelias in Thessalië, Neleus in Pylos, en beide door hun vader in hoge mate werden gezegend. Zo werd ook Hippothoön, de zoon, die Alope, de dochter van Kerkyon, aan Poseidon baarde door haar te vondeling gelegd en door een merrie gezoogd. 
De sage van Melanippe, die de tweelingen Aiolos en Boiotos, die zij de god schonk in een runderstal te vondeling legde, waar zij door een koe werden gezoogd en door een stier bewaakt, doelt in enige mate op Poseidons bescherming van de kudden (cf. supra). De lotgevallen van Melanippe en haar zonen waren een lievelingsonderwerp van de tragische dichters.
In een in Korinthe inheemse legende is Poseidon de vader van het gevleugelde paard Pegasus, die hij had verwekt bij de Gorgo Medusa. Toen dat paard naderhand aan Bellerophon ten gebruike werd gegeven, leerde Poseidon hem, hoe het te temmen en te besturen.
Ook is hij vader van Chrysaor, de zeer sterke vechter, letterlijk: hij met het gouden zwaard.
Onder de door hem beminde personen hoorden ook onder andere Libya, Agenor, Belos, Iphimedeia, Aloeus en Molione.
Volgens Plato kreeg Poseidon vijf tweelingzonen bij de vrouw Kleito en bouwde hij ter versterking op een heuvel ringen, drie van water, twee van aarde, wat de hoofdstad van Atlantis zou worden. Zijn oudste zoon was Atlas, die regeerde over de prinsen, zijn negen broers. Gezamenlijk regeerden zij over het eiland, andere eilanden in de Atlantische Oceaan, het 'continent dat de Oceaan omsluit' en gebieden binnen de Zuilen van Hercules. Hun nakomelingen degradeerden door machtswellust en wilden in het oosten meer gebied inlijven. De Oude Grieken van 9600 v. Chr. wisten, volgens Plato, de Atlantiërs te verslaan. Zeus maakte met een Vloed en aardbevingen een einde aan de Atlantische beschaving, maar vernietigde daarbij ook de Atheense beschaving van de Oude Grieken. Volgens Plato hoorde Solon deze geschiedenis van Egyptische priesters van Saïs.

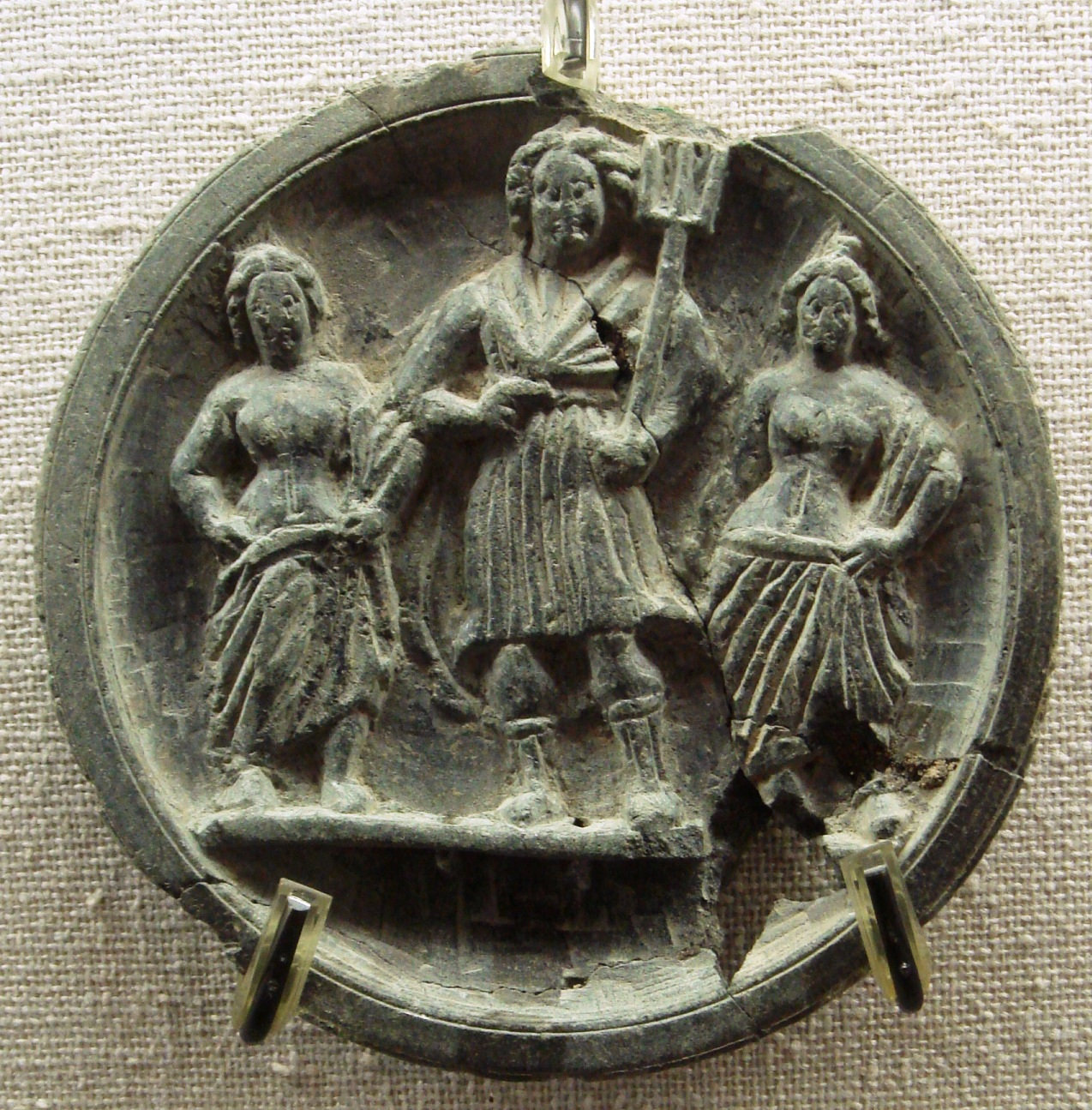
Indo-Grieks stenen palet met Poseidon in het midden (2e-1e eeuw v. Chr, uit Gandhara; Ancient Orient Museum, Tokio).

## Attributen en symbolen
De god werd in nauwe betrekking gebracht tot de dierenwereld. Die dieren waren hem vooral geheiligd, in wier bewegingen men enige gelijkenis meende op te merken met de bewegingen van de golven van de zee. Zo vergeleek men de golven, die tegen de steile rotsklippen opspatten met geiten, die stoute sprongen waagden om van het ene rotspunt op het andere te komen, en de overige golven met kromgehoornde stieren. Zelfs droegen verscheidene steden, die de god geheiligd waren, daarnaar hun namen, zo Aigai naar het Griekse woord aix, dat geit betekent, en Helike naar helix, dat is kromgehoornd. Op andere plaatsen weer traden hiervoor stotende bokken en weidende lammeren in de plaats.
Maar het lievelingsdier van Poseidon is het paard, hetzij omdat het evenals de golven van de zee huppelt, en tevens evenals deze draagt, ofwel omdat het, evenals de god zelf, behagen schept in de vochtige weiden.
Onder de dieren was hem verder de dolfijn geheiligd, zijn trouwe makker op zee, onder de bomen de den, waarvan de takken tot prijs dienden in de te zijner ere gevierde wedstrijd en waarvan het hout het timmerhout is voor de schepen. Als offers werden bij zijn dienst gewoonlijk zwarte stieren geslacht, ook paarden, rammen en everzwijnen.
Hij wordt meestal afgebeeld met een drietand, het wapen dat hij gekregen had van de Cyclopen voor de Titanenstrijd.

## In de beeldende kunst

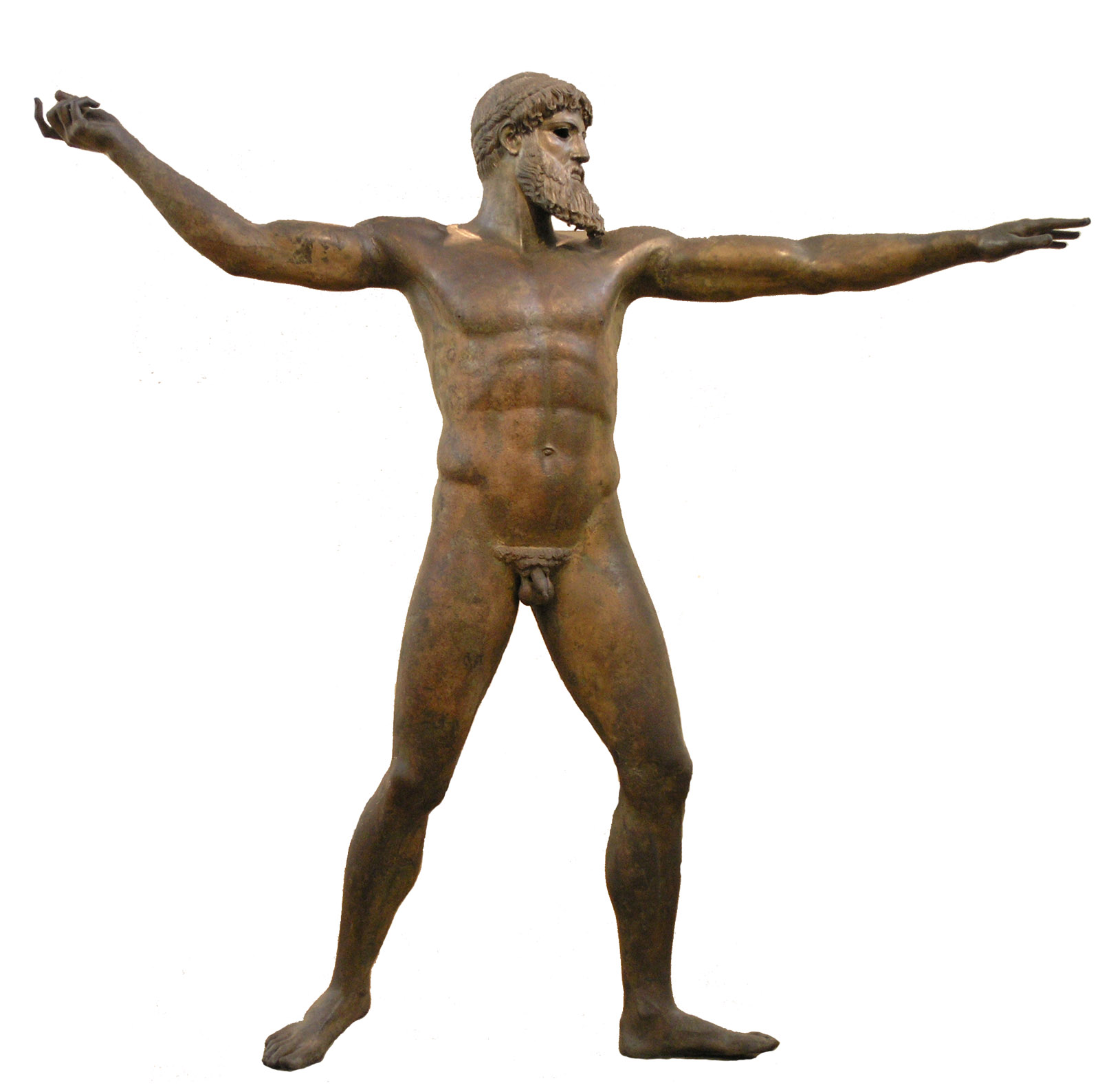
De Poseidon van Artemision (Nationaal Archeologisch Museum van Athene).

Wat nu de voorstelling van Poseidon door de beeldende kunst betreft, zo komt deze vrij nauwkeurig overeen met de beschrijvingen van de dichters. Zijn beelden hebben veel gelijkenis op die van Zeus. Een brede torso, lang afhangende lokken en schitterende ogen zijn zowel het kenmerk van de koning van de hemel als van de beheerser van de zee. Maar de kunstenaars gaven aan Poseidon hoekiger gelaatstrekken dan bij Zeus werden aangetroffen en enigszins verward hoofdhaar. De oudere kunst stelde hem gekleed voor; in latere tijd werd het ook bij Poseidon meer en meer gewoonte hem naakt af te beelden. Gewoonlijk heeft hij zijn drietand in handen en is hij vergezeld van een dolfijn. Hij houdt die òf met zijn hand vast, òf zet er zijn voet op. Dikwijls wordt hij ook afgebeeld, rijdende op een stier, op een paard of in een wagen, dikwijls ook door allerlei zeedieren omgeven. Nu eens zit hij op een troon, dan weer wordt hij - en dit is vooral het geval bij de kolossale beelden van deze god, die menigmaal bij havens en op voorgebergten werden aangetroffen - staand voorgesteld. Ook deze kolossale beelden kunnen in twee soorten worden gesplitst: vooreerst die welke hem voorstelden met opgeheven drietand en aanduidden als de god van de stormachtige zee en de aardbevingen; anderzijds die beelden waarbij hij, zijn ene been steunende op een rots, op de voorsteven van een schip of op een dolfijn in de verte staart, en de indruk maakt van de god, die met zelfbewuste macht de zee beheerst, het schip bestuurt en het in een veilige haven leidt.
In het Nationaal Archeologisch Museum van Athene staat het antieke, 2,09 m hoge bronzen standbeeld van de "god uit de zee", vaak de "Poseidon van Kaap Artemision" (gevonden aan het noordelijke punt van Euboea) genoemd. Ondertussen zijn sommige kunsthistorici van mening dat het eerder om een Zeusbeeld gaat, die een bliksembundel horizontaal in de lege, opgeheven hand droeg, aangezien Zeus de enige god was die dit attribuut had. Poseidon hield namelijk zijn drietand niet horizontaal in de antieke voorstelling. Een vergelijking met de gezichten van andere beeldhouwwerken van de strenge stijl van de 5e eeuw v.Chr. ondersteunen deze stelling.

## Voetnoten
1. ↑  Dit is de episch-poëtische vorm.
2. ↑  W. Burkert, Greek religion: archaic and classical, Malden - Oxford - Carlton, 1985, p. 136.
3. ↑  L.R. Palmer, Mycenaeans and Minoans: Aegean prehistory in the light of the Linear B tablets, New York, 1962.
4. ↑  J. Chadwick, Minutes of the London Minoan Linear B Seminar, 7 november 1956, p. 5; cf. E.M. Bennett, The Olive Oil Tablets, in Minos Suppl. 2 (1958), p. 50.
5. ↑  G.E. Mylonas, The Luvian Invasions of Greece, in Hesperia 31 (1962), p. 292.
6. ↑  J. Puhvel, Comparative Mythology, Baltimore, 1987, pp. 131-132. In het klassiek Grieks wordt dit geschreven als ἐνοσίχθων.
7. ↑  Pindaros, Olympische oden VI 48.
8. ↑  Apollodoros, I 1 § 5, 2 § 1.
9. ↑  Pausanias, VIII 8.2.
10. ↑  ad Lycoph. 644.
11. ↑  Diodorus Siculus, V 55.
12. ↑  Homeros, Ilias XIV 156, XV 186-193, Hesiodos, Theogonia 456.
13. ↑  Pausanias, II 30.6.
14. ↑  Pausanias, II 33.1.
15. ↑  IG IV 210.
16. ↑  Herodotos, Historiën I 148, Diodorus Siculus, XV 49, cf. Homeros, Ilias XX 404.
17. ↑  Homeros, Ilias VIII 440, XIII 44, 352, XV 161, 190, XX 13.
18. ↑  Homeros, Ilias XIII 21, Odyssee V 381, cf. Homerische hymne aan Poseidon r. 3.
19. ↑  Homeros, Ilias XV 182.
20. ↑  Hesiodos, Theogonia 456 f.
21. 1 2  Diodorus Siculus, V 69.4.
22. ↑  Homeros, Ilias VII 452, XXI 443, Euripides, Andromache 1014.
23. ↑  Homeros, Ilias XXIII 307, 584, Pindaros, Pythische oden VI 50, Sophocles, Oidipous te Kolonos 712 &c.
24. ↑  Homeros, Odyssee I 20, 68, V 286 &c., 366 &c., 423, XI 101 &c., XIII 125.
25. ↑  Strabo, VIII 374, Pausanias, II 33; T. Kelly, The Calaurian amphictyony, in AJA 70 (1966), pp. 113-121.
26. ↑  Homeros, Odyssee 235-257.
27. ↑  Hyginus, Fabulae 186 (naar Euripides).
28. ↑  G.E. Mylonas, The Bronze Statue from Artemision, in American Journal of Archaeology 48 (1944), pp. 143-160.

## Verder lezen
- F. Schachermeyr, Poseidon und die Entstehung des griechischen Götterglaubens, Bern, 1950.